# 華麗上班族 (電視劇)
《華麗上班族》是一部2017年中國都市職場勵志電視劇，改編自張艾嘉《華麗上班族之生活與生存》舞台劇，並由鼎龍達國際傳媒、北京體會影視投資有限公司、杭州文廣集團和華數傳媒網絡有限公司聯合攝製出品，2013年6月開機，同年9月殺青，由中國演員張翰、韓國演員秋瓷炫、臺灣演員朱孝天和吳佩柔主演。於2017年6月21日在越南電視台HTV7首播。

## 劇情簡介
剛大學畢業，滿懷理想的職場新鮮人李想（張翰飾）機緣巧合下進了「Live & Life廣告公司」，並成為總經理張威的助理。
張威（秋瓷炫飾）是「Live & Life廣告公司」的總經理，是一位以事業為重的女強人，和花心丈夫仲平（朱孝天飾）離婚，卻繼續在丈夫做總裁的公司任職分公司總經理，並暗地裡與副總杜大偉（張衣飾）展開地下戀情，現正殫精竭慮地運作著公司的上市計劃。
在全球金融海嘯的大環境下，「Live & Life廣告公司」接到裁員計劃，一時間公司人心惶惶。而這時的李想邂逅了公司新人琪琪（吳佩柔飾），開始了兩人的地下戀情；並在一次次危機都有“貴人”相助，陰錯陽差地幫他協助張威化險為夷……

## 主要演員
| 演員   | 角色   | 關係/暱稱/職業                                                                    |
| 張翰   | 李想   | 職場新鮮人，總經理張威的助理 十分欣賞張威                                         |
| 秋瓷炫 | 張威   | 「Live & Life廣告公司」總經理 仲平前妻，與副總杜大偉展開地下戀情                  |
| 朱孝天 | 仲平   | 「Live & Life廣告公司」董事長 張威前夫 表面上是謙謙君子，成熟沉穩，但內裡自私涼薄 |
| 吳佩柔 | 琪琪   | 「Live & Life廣告公司」公司隸屬集團董事長的孫女 隱瞞身份到公司上班                |
| 張衣   | 杜大偉 | 「Live & Life廣告公司」副總 與總經理總張威展開地下戀情                            |
| 肖涵   | 蘇菲   | 「Live & Life廣告公司」財務部總監                                                 |
| 鄒廷威 | 孫強   | 「Live & Life廣告公司」創意總監                                                   |

## 外部連結
- 《華麗上班族》的新浪微博
- YouTube上的《華麗上班族》片花